# 尹文英
尹文英（1922年10月18日—2023年12月28日），女，河北平鄉人，中国大陸昆虫学家。

## 生平
1947年毕业于南京国立中央大学生物系。早期的研究跟鱼类寄生虫和早期鱼病感染的防治相關。後成為中国科学院上海昆虫研究所研究员。
2023年12月28日于上海交通大学医学院附属瑞金医院去世。

## 家庭
父親尹赞勋是地质学家和古生物学家。

## 奖项和荣誉
1991年当选为中国科学院院士（学部委员）。
2014年获颁中国昆虫学会终身成就奖。

## 著作列表
下列部分尹文英的著作：
- 尹文英. . 无脊椎动物 第十八卷 原尾纲. 科学出版社. 1999  [2018-10-19]. （原始内容存档于2018-02-26） （中文（简体））.

- 《中国亚热带土壤动物》
- 《中国土壤动物检索图鉴》
- 《中国土壤动物》